# Deutsche Cadre-45/2-Meisterschaft 1943

Veranstaltungsort: Leipzig

Die Deutsche Cadre-45/2-Meisterschaft 1943 war eine Billard-Turnierserie und fand vom 16. bis zum 19. Januar 1943 in Leipzig zum 24. Mal statt.

## Geschichte
Die Deutsche Meisterschaft im Cadre 45/2 in Leipzig litt stark unter den Auswirkungen des Krieges. Während des Turniers gab es mehrmals Luftalarm und Spieler sowie Zuschauer mussten den Luftschutzbunker aufsuchen. Der Sieger Walter Lütgehetmann, der im Fronturlaub war und eine Kriegsverletzung an der Hand hatte, war dennoch bei dieser Meisterschaft ungefährdet. Seine Leistungen waren aber nicht mit denen vor dem Krieg zu vergleichen. Alle Turnierbestleistungen erzielte dann auch der Wiener Ernst Reicher. In einer knappen Partie gegen Lütgehetmann unterlag er mit 356:400 in 23 Aufnahmen. Nur ein Sieg hätte ihm die Titelverteidigung gebracht, da er auch gegen den Gelsenkirchener Gerd Thielens mit 164:400 in 20 Aufnahmen unterlag. Den dritten Platz erkämpfte sich der Wiener Engelbert Kocian.
Die Meisterschaft wurde offiziell als Deutsche Kriegsmeisterschaft ausgetragen. Es fehlten einige Spieler die im Kriegseinsatz waren.
Aufgrund der Annexion Österreichs durch Nazi-Deutschland nahmen auch Wiener Spieler an der Deutschen Meisterschaft teil.

## Turniermodus
Das ganze Turnier wurde im Round-Robin-System bis 400 Punkte mit Nachstoß gespielt. Bei MP-Gleichstand wurde in folgender Reihenfolge gewertet:
1. MP = Matchpunkte
2. GD = Generaldurchschnitt
3. HS = Höchstserie

## Abschlusstabelle
| MP    | Match Points (Sieger = 2; Unentschieden = 1; Verlierer = 0) |
| Pkte. | Erzielte Karambolagen                                       |
| Aufn. | Benötigte Versuche                                          |
| GD    | Generaldurchschnitt                                         |
| BED   | Bester Einzeldurchschnitt eines Spielers                    |
| HS    | Höchstserie                                                 |
|       | Bester GD des Turniers                                      |
|       | Bester ED des Turniers                                      |
|       | Beste HS des Turniers                                       |
|       | 1. Platz (Gold)                                             |
|       | 2. Platz (Silber)                                           |
|       | 3. Platz (Bronze)                                           |

| Klassement                 | Klassement                           | Klassement | Klassement | Klassement | Klassement | Klassement | Klassement |
| Platz                      | Name                                 | MP         | Pkte.      | Aufn.      | GD         | BED        | HS         |
| -------------------------- | ------------------------------------ | ---------- | ---------- | ---------- | ---------- | ---------- | ---------- |
| 1                          | Walter Lütgehetmann (Frankfurt/Main) | 12:0       | 2400       | 138        | 17,39      | 26,66      | 99         |
| 2                          | Ernst Reicher (Wien)                 | 8:4        | 2122       | 118        | 17,98      | 40,00      | 142        |
| 3                          | Engelbert Kocian (Wien)              | 8:4        | 2077       | 178        | 11,66      | 14,81      | 88         |
| 4                          | Gerd Thielens (Gelsenkirchen)        | 6:6        | 2132       | 155        | 13,75      | 22,22      | 81         |
| 5                          | Otto Unshelm (Magdeburg)             | 4:8        | 1802       | 206        | 8,74       | 11,76      | 87         |
| 6                          | Roland Jeitter (Frankfurt/Main)      | 4:8        | 1671       | 221        | 7,56       | 9,09       | 72         |
| 7                          | Wilhelm Eipeldauer (Wien)            | 0:12       | 1220       | 198        | 6,16       | –          | 45         |
| Turnierdurchschnitt: 11,05 |                                      |            |            |            |            |            |            |